# Großer Totenkäfer

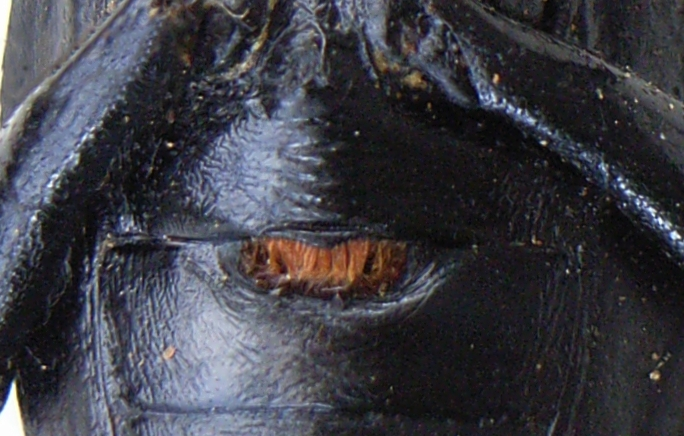
Bild 1: Bürstenfleck auf der Körperunterseite von B. lethifera

Der Große Totenkäfer (Blaps mortisaga) ist ein Käfer aus der Familie der Schwarzkäfer  (Tenebrionidae). Er wird auch Totenansager genannt und wurde als Vorbote kommenden Unheils angesehen. Dies erklärt den von Linnaeus vergebenen Artnamen mortisaga (den Tod wahrsagend).

## Beschreibung des Käfers
Die Käfer werden 20 bis 31 Millimeter lang. Sie sind am ganzen Körper schwarz gefärbt und stumpf glänzend.
Der Kopf ist breit, aber deutlich schmaler als Halsschild und Flügeldecken. Er ist hinter den Augen eingeschnürt.
Wie bei allen Schwarzkäfern ist die Einlenkung der Fühler am Kopf von oben nicht sichtbar, weil sie von den randförmigen Erweiterungen der Wangen überdeckt ist. Diese Verbreiterung des Kopfrandes engt die schmalen Facettenaugen, die sich von der Kopfoberseite bis zur Kopfunterseite ziehen, vorn leicht ein. Die Fühler sind schnurförmig und elfgliedrig, das dritte Fühlerglied ist über doppelt so lang wie die folgenden. Die letzten vier Fühlerglieder sind rundlich und matt, die vorhergehenden vier länger, mattglänzend und trapezförmig.
Der Halsschild ist flach, fein gerandet und breiter als lang. Er ist unregelmäßig und etwas weniger grob als die Flügeldecken punktiert.
Die Flügeldecken laufen seitlich bis auf die Körperunterseite und bilden dort einen durch eine feine Leiste abgetrennte breiten Streifen (falsche Epipleuren), an den sich ein schmaler Streifen (echte Epipleuren) anschließt. Oberseits sind die Flügeldecken undeutlich gerillt und unregelmäßig punktiert. Nach hinten sind sie in eine stumpfe Spitze (Mucro) ausgezogen.
Die Beine sind lang und kräftig. Alle Hüften sind rundlich und deutlich voneinander getrennt. Die Tarsen der Hinterbeine sind viergliedrig, die restlichen fünfgliedrig (Tarsenformel 5-5-4). Am Innenrand der Vorderschienen befinden sich zwei etwa gleich lange Enddornen.
Auf der Körperunterseite sind fünf Hinterleibsabschnitte (Abdominalsternite) sichtbar. Die ersten drei sind nicht beweglich gegeneinander, zwischen dem zweiten und dritten befindet sich bei den Männchen ein Bürstenfleck aus goldgelben Haaren (Bild 1), den man als Duftapparat zur Anlockung der Weibchen deutet. Zwischen dem dritten und vierten Sternit ist der Hinterleib beweglich, und zwischen dem vierten und fünften Hinterleibssternit befindet sich im Mittelbereich eine glänzende Haut.
Von den anderen Arten der Gattung Blaps unterscheidet sich der große Totenkäfer dadurch, dass die Flügeldecke in beiden Geschlechtern lang ausgezogen und der Körper gestreckt mit ziemlich parallelen Seiten ist. Der Halsschild ist kaum breiter als lang. Das Häutchen zwischen den Krallen (Onychium) ist nicht spitz dreieckig und nicht abgestutzt, sondern abgerundet dreieckig. Der Absturz der Flügeldecken nach hinten ist bei den Männchen steiler, bei den Weibchen weniger steil.

## Beschreibung der Larve
Die rostigbraune Larve hat drei Beinpaare, ist drehrund und besitzt einen harten Chitinpanzer als Außenskelett. Sie ähnelt den Drahtwürmern der Schnellkäfer, jedoch ist im Unterschied zu diesen das erste Beinpaar deutlich länger als die anderen. Das letzte Körpersegment ist dreieckig und mit einem kurzen spitzen Auswuchs versehen.

## Ähnliche Arten
Laut Freude-Harde-Lohse werden Blaps milleri und Blaps reflexicollis zur Art Blaps lethifera gestellt, nach der Fauna Europaea wird Blaps milleri als eigene Art geführt, von Picka wird 1978 noch B. abdita aus der lethifera-Verwandtschaft als neue Art beschrieben.
- Blaps lethifera Marsham, 1802[4]

## Vorkommen
Die in ganz Europa sehr weit verbreiteten Käfer gehören zu den Kulturfolgern. Sie leben fast ausschließlich in menschlichen Siedlungen und dort vor allem an dunklen Stellen in Kellern, Ställen, Scheunen oder Magazinen (synanthrop). In der freien Natur kommen sie in den Bauten verschiedener Säugetiere vor.
In der Literatur wird der Käfer als in ganz Europa meist häufig beschrieben. In Anbetracht des steigenden hygienischen und sanitären Standards ist zu erwarten, dass das synanthrop lebende Tier zunehmend seltener wird.

## Lebensweise

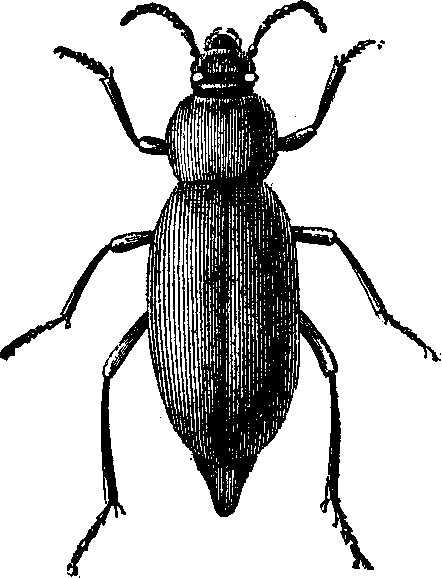
Blaps mortisaga

Die Eier werden einzeln abgelegt. Sie sind mit einer klebrigen Oberfläche versehen, an der sofort Partikel des Substrats, auf dem sie abgelegt wurden, haften bleiben. Die Larvalentwicklung umfasst in Abhängigkeit vom Nahrungsangebot und der Nahrungsqualität zehn bis dreizehn Häutungen und dauert bis zu zwei Jahre. Die Larve ist wie das adulte Tier Allesfresser (omnivor) und hält sich an den gleichen Orten wie dieses auf. Die Art hat als einzige Art der Gattung eine Vorliebe für feuchte Umgebung, sie kommt vorwiegend in feuchten Kellern und Nebengebäuden vor.
Die nachtaktiven Käfer verbergen sich tagsüber in dunklen Ritzen. Nachts gehen sie auf Nahrungssuche. Sie ernähren sich von organischen Abfällen, verfaulenden Pflanzenteilen, altem Holz, Baumschwämmen, toten Insekten, Aas und Exkrementen. Sie spielen dadurch eine wichtige Rolle beim Abbau solcher Stoffe. Man kann die Art nicht als Vorratsschädling bezeichnen, sie wird höchstens bei allzu großer Vermehrung unangenehm und lästig. Der Käfer lebt mehrere Jahre und kann auch leicht in Gefangenschaft gehalten werden. Bei Gefahr erstarrt er mit ausgestreckten Beinen (Thanatose) und sondert zur Abschreckung des Feindes ein übel riechendes Wehrsekret am Hinterleibsende ab. Dieses wirkt äußerst nachhaltig, da es sich nur langsam zersetzt, so dass Blaps in der Natur praktisch keine Feinde hat.